# Alessio Comneno (coimperatore)
Alessio Comneno (in greco Αλέξιος Κομνηνός?, Alexios Komnēnos; Macedonia, febbraio 1106 – Attalia, 2 agosto 1142) fu coimperatore ed erede al trono dell'impero bizantino, assieme al padre Giovanni II Comneno, dal 1122 fino alla sua morte.

## Biografia

### Gioventù
Figlio primogenito del basileus Giovanni II e della moglie Piroska d'Ungheria, ricevette il nome "Alessio" in onore del nonno, Alessio I Comneno. Alessio nacque nel 1106 in Macedonia, insieme a Maria Comnena, sua sorella gemella.
Già in giovane età iniziò a partecipare alle continue campagne militari del padre, e ben presto fu da questi nominato sebastocratore, insieme agli altri tre fratelli. Sposò la principessa russa Irene di Kiev.

### Incoronazione a co-imperatore
Alessio era il figlio più amato da Giovanni II, tanto che nel 1122 Giovanni lo nominò co-imperatore, per assicurargli la corona dopo la propria morte. Giovanni permise poi ad Alessio di calzare gli stivali porpora, che potevano vestire solamente i basileis dei romei, e di essere acclamato insieme a lui durante dopo una vittoria militare.
Niceta Coniata nelle sue cronache, riporta una diceria del tempo di Costantinopoli, secondo la quale, poco dopo l'incoronazione a co-imperatore di Alessio, Giovanni II avrebbe sognato suo figlio in groppa ad un leone feroce; Alessio guidava il leone tenendolo per le orecchie, poiché non aveva delle briglie. Giovanni cercò un'interpretazione al suo sogno, ma quella che gli fu data non fu certamente gradita: gli fu infatti predetto che Alessio sarebbe stato solamente nominalmente imperatore, ma mai di fatto. Questa predizione si dimostrerà poi veritiera, visto che Alessio morirà prima del padre, non potendo così mai governare sull'impero.

### Campagne militari

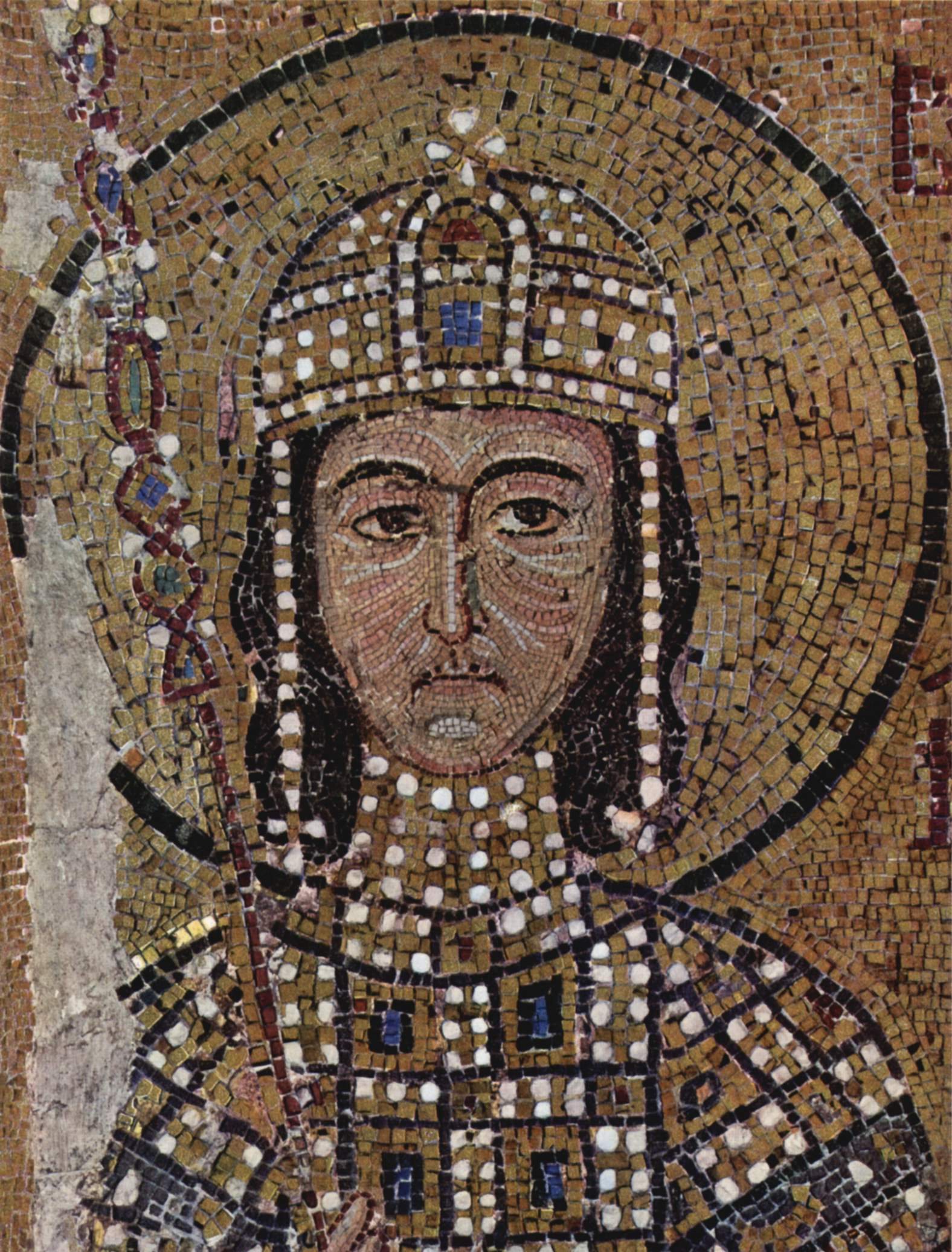
Alessio, mosaico nella Basilica di Santa Sofia, a Costantinopoli del 1118 circa.

Tra il 1130 e il 1135, partecipò insieme al padre, alle campagne contro l'emiro turco Ghāzī ibn Danishmend, in Asia Minore. Qui i bizantini riscossero molte vittorie, ma il 1134 fu un anno doloroso per Alessio e suo padre, poiché il 13 agosto in Bitinia, morì la madre Irene d'Ungheria. Anch'egli e il padre sì ammalarono, infatti la campagna contro i turchi fu ritardata a settembre.
Nel 1137, partecipò insieme al padre alla campagna contro gli armeni in Cilicia. Durante l'assedio di Tarso, Giovanni II affidò ad Alessio il comando dell'esercito e qui l'erede designato al trono dimostrò le sue qualità di stratega. Inizialmente lo scontro era a sfavore per i bizantini, poi Alessio riuscì a ribaltare la situazione, ordinando un forte bombardamento dei trabucchi sulla città. Ciò che diede la vittoria ai bizantini, fu una rivolta antiarmena, che scoppiò all'interno di Tarso, visto che l'imperatore aveva promesso alla città dei doni e l'amnistia generale. Grazie a ciò, le truppe comandate da Alessio, espugnarono la città.
Dopo che la Cilicia fu conquistata, avanzò insieme al padre verso Antiochia, che era in mano ai crociati; durante il tragitto le città che furono attraversate vennero conquistate. Qui prese parte all'assedio di Antiochia, che vide i bizantini vittoriosi. Entrò così in trionfo nella città, insieme al padre, il 29 agosto del 1137.

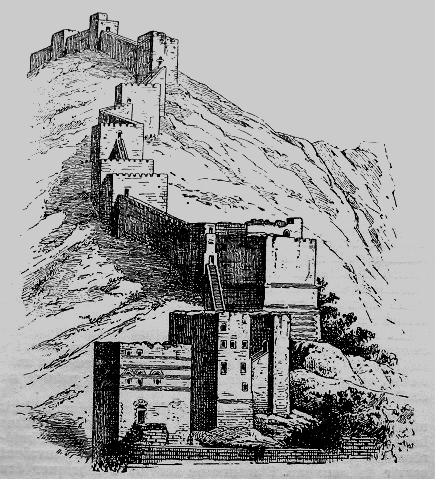
Stampa raffigurante le vecchie mura della città di Antiochia.

Dopo la conquista di Antiochia, sempre insieme al padre, combatté nuovamente gli armeni in Cilicia, territorio che fu conquistato totalmente dai bizantini. Nel marzo del 1138, Alessio partecipò alla campagna bizantino-crociata contro i musulmani in Siria. Questa campagna non fu un successo, ma comunque alcune città furono assoggettate all'impero. Poi tornò in trionfo, insieme al padre, ad Antiochia; tuttavia i due dopo poco dovettero andarsene visto che il popolo latino si stava ribellando, incitato dalle bugie dei comandanti crociati.
Mentre viaggiava verso Costantinopoli, combatté contro i turchi, che avevano nuovamente invaso i territori bizantini e furono vinti dall'esercito bizantino. Finalmente verso la fine della primavera del 1139, Alessio era tornato a casa, dopo tre anni di guerra.

### La morte

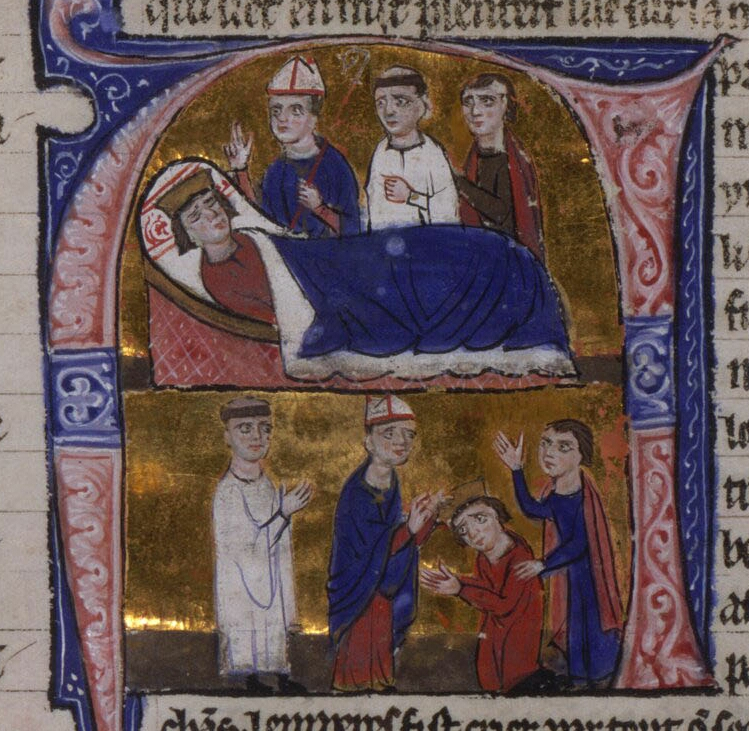
Morte di Giovanni II Comneno, e incoronazione di Manuele I Comneno.

Nella primavera del 1142, partì insieme al padre e ai suoi tre fratelli in una campagna per riprendere il dominio di Antiochia e la riconquista della Cilicia, separatasi dall'Impero bizantino. Durante questa spedizione, tuttavia,  l'esercito bizantino fu colpito da un'epidemia sconosciuta; Alessio si ammalò e morì poco dopo, il 2 agosto 1142. Il padre, nonostante fosse terribilmente addolorato per la morte del primogenito, non poteva abbandonare la campagna militare contro gli armeni, e pertanto ordinò al suo secondo e terzogenito, Andronico Comneno e Isacco Comneno, di portare la salma del loro fratello a Costantinopoli e rendergli degna sepoltura. Durante il viaggio morì dello stesso morbo anche il fratello Andronico. Finalmente Isacco arrivò a Costantinopoli e diede una degna sepoltura ai suoi fratelli Alessio e Andronico, che furono sepolti uno accanto all'altro.
In meno di un anno anche il padre raggiunse il figlio, infatti morì l'8 aprile 1143, dopo una battuta di caccia, venendo ferito da una freccia avvelenata in Cilicia. Il suo corpo fu trasportato a Costantinopoli dal nuovo imperatore e figlio, Manuele I Comneno (1143-1180), che lo fece seppellire vicino ai due fratelli morti.

## Famiglia
Alessio Comneno sposò la principessa Irene di Kiev, i due ebbero una figlia Maria Comnena che sposò Alessio Axuch.

## Ascendenza
|                         |                   |                    | Genitori                |  |  | Nonni |  |  | Bisnonni         |  |  | Trisnonni               |  |
|                         |                   |                    |                         |  |  |       |  |  | Giovanni Comneno |  |  | Manuele Comneno Erotico |  |
|                         |                   |                    |                         |  |  |       |  |  | Giovanni Comneno |  |  | Manuele Comneno Erotico |  |
|                         |                   | …                  |                         |  |  |       |  |  | Giovanni Comneno |  |  |                         |  |
| Alessio I Comneno       |                   |                    |                         |  |  |       |  |  | Giovanni Comneno |  |  |                         |  |
|                         |                   | Anna Dalassena     | Alessio Caronte         |  |  |       |  |  |                  |  |  |                         |  |
|                         |                   | Anna Dalassena     | Alessio Caronte         |  |  |       |  |  |                  |  |  |                         |  |
|                         |                   | Anna Dalassena     | Adriana Dalassena       |  |  |       |  |  |                  |  |  |                         |  |
| Giovanni II Comneno     |                   | Anna Dalassena     |                         |  |  |       |  |  |                  |  |  |                         |  |
|                         |                   | Andronico Ducas    | Giovanni Ducas          |  |  |       |  |  |                  |  |  |                         |  |
|                         |                   | Andronico Ducas    | Giovanni Ducas          |  |  |       |  |  |                  |  |  |                         |  |
|                         |                   | Andronico Ducas    | Irene Pegonitissa       |  |  |       |  |  |                  |  |  |                         |  |
| Irene Ducaena           |                   | Andronico Ducas    |                         |  |  |       |  |  |                  |  |  |                         |  |
|                         |                   | Maria di Bulgaria  | Troian di Bulgaria      |  |  |       |  |  |                  |  |  |                         |  |
|                         |                   | Maria di Bulgaria  | Troian di Bulgaria      |  |  |       |  |  |                  |  |  |                         |  |
|                         |                   | Maria di Bulgaria  | …                       |  |  |       |  |  |                  |  |  |                         |  |
| Alessio Comneno         |                   | Maria di Bulgaria  |                         |  |  |       |  |  |                  |  |  |                         |  |
|                         | Béla I d'Ungheria | Vazul              |                         |  |  |       |  |  |                  |  |  |                         |  |
|                         | Béla I d'Ungheria | Vazul              |                         |  |  |       |  |  |                  |  |  |                         |  |
|                         | Béla I d'Ungheria | …                  |                         |  |  |       |  |  |                  |  |  |                         |  |
| Ladislao I d'Ungheria   | Béla I d'Ungheria |                    |                         |  |  |       |  |  |                  |  |  |                         |  |
|                         |                   | Richeza di Polonia | Miecislao II di Polonia |  |  |       |  |  |                  |  |  |                         |  |
|                         |                   | Richeza di Polonia | Miecislao II di Polonia |  |  |       |  |  |                  |  |  |                         |  |
|                         |                   | Richeza di Polonia | Richeza di Lotaringia   |  |  |       |  |  |                  |  |  |                         |  |
| Piroska d'Ungheria      |                   | Richeza di Polonia |                         |  |  |       |  |  |                  |  |  |                         |  |
|                         |                   | Rodolfo di Svevia  | Kuno di Rheinfelden     |  |  |       |  |  |                  |  |  |                         |  |
|                         |                   | Rodolfo di Svevia  | Kuno di Rheinfelden     |  |  |       |  |  |                  |  |  |                         |  |
|                         |                   | Rodolfo di Svevia  | …                       |  |  |       |  |  |                  |  |  |                         |  |
| Adelaide di Rheinfelden |                   | Rodolfo di Svevia  |                         |  |  |       |  |  |                  |  |  |                         |  |
|                         |                   | Adelaide di Savoia | Oddone di Savoia        |  |  |       |  |  |                  |  |  |                         |  |
|                         |                   | Adelaide di Savoia | Oddone di Savoia        |  |  |       |  |  |                  |  |  |                         |  |
|                         |                   | Adelaide di Savoia | Adelaide di Susa        |  |  |       |  |  |                  |  |  |                         |  |
|                         |                   | Adelaide di Savoia |                         |  |  |       |  |  |                  |  |  |                         |  |